# Анете Хоберг
Анете Хоберг (на немски: Annette Hohberg) е германска журналистка и писателка на произведения в жанра любовен роман.

## Биография и творчество
Анете Хоберг е родена на 1960 г. в Германия. Отраства в Шлезвиг-Холщайн.
Завършва лингвистика и социология в Мюнхен. След дипломирането си работи като журналист във вестник „Ди Велт“ и в отдела за потребители на списание „Condé Nast“.
Автор е на книгите: „Всичко, което остава“, „Нашето лято“ и „Безкрайното синьо“.
Анете Хоберг живее със семейството си в Мюнхен.

## Произведения

### Самостоятелни романи
- Alles, was bleibt (2011)
- Ein Sommer wie dieser (2012)
Нашето лято, изд.: ИК „Ентусиаст“, София (2015), прев. Людмила Костова
- Das unendliche Blau (2013)
- Stellas Traum (2016)